# Prisoner in the Street
Prisoner in the Street è un album discografico dei Third World nonché colonna sonora dell'omonimo film diretto da Jérôme Laperrousaz, rappresenta l'ultima pubblicazione della band con la casa discografica Island Records e uscì nel 1980.

## Tracce
Lato A
1. Now That We've Found Love – 5:10 (Kenneth Gamble, Leon Huff)
2. Prisoner in the Street – 3:55 (Michael Ibo Cooper, Steven Cat Coore, William Rugs Clarke, Richie Daley, Willie Stewart, Irving Carrot Jarrett) – Registrato al Paragon Studios di Chicago, Illinois
3. Third World Man – 5:40 (Irving Carrot Jarrett, Michael Ibo Cooper, Richie Daley, Steven Cat Coore, William Clarke, Willie Stewart)
4. Cold Sweat – 5:00 (Michael Ibo Cooper, Steven Cat Coore, William Willie Clarke)

Lato B
1. 96º in the Shade – 3:30 (Michael Ibo Cooper, Steven Cat Coore, William Clarke)
2. African Woman – 6:55 (William Willie Clarke)
3. Irie - Ites – 4:50 (Steven Cat Coore)
4. Street Fighting – 4:54 (Michael Ibo Cooper, Steven Cat Coore,)

## Formazione
- William Clarke (Rugs) - voce solista, chitarra
- Steven Coore (Cat) - chitarre, basso, voce
- Michael Cooper (Ibo) - tastiere, voce
- Richard H. Daley (Richie) - basso, chitarre
- William Stewart (Willie) - batteria
- Irving Jarrett (Carrot) - percussioni

Note aggiuntive
- Alex Sadkin e Chris Blackwell - produttori
- Prisoner in the Street registrato al Paragon Studios di Chicago (Illinois) da Barry Mraz
- Prisoner in the Street mixato da Chris Blackwell e Godwin Logie
- Alex Sadkin, Arnold Dunn, Mick McKenna e Pete Stevens - ingegneri della registrazione
- Benji Armbrister e Harold Dorsett - assistenti ingegneri della registrazione
- Hutch - ingegnere della registrazione (Live Sound Mix)
- Mixaggi effettuati al Compass Point Studio di Nassau (Bahamas) ed al Island Studios di Londra
- Alex Sadkin - tecnico del mixaggio[1]